# Wappen Maltas
Das Wappen Maltas wurde am 19. Oktober 1988 eingeführt, nachdem 1987 die Nationale Partei an die Macht gekommen war.

## Beschreibung
Es lehnt sich an das Wappen von 1964 an und löste damit das 1975 eingeführte Staatssymbol mit dem Malteser Boot unter der Mittelmeersonne ab.
Das Wappen zeigt einen weiß-rot geteilten Schild mit einer Mauerkrone, als Zeichen der Souveränität.
Im oberen linken (heraldisch rechten) Eck ist das Georgskreuz abgebildet, eine militärische Auszeichnung, die der gesamten Bevölkerung Maltas für ihren Mut und ihre Tapferkeit während der italienischen und deutschen Luftangriffe im Zweiten Weltkrieg  vom britischen König Georg VI. am 15. April 1942 verliehen wurde.
Den Schild umgeben je ein Oliven- und ein Palmzweig, als Zeichen des Friedens. Die Zweige werden von einem Schriftband mit der Aufschrift Repubblika Ta' Malta, maltesisch für Republik Malta, zusammengehalten.

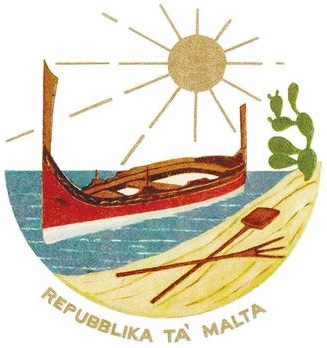
Das Staatssymbol Maltas von 1975 bis 1988
Das Wappen Maltas von 1964 bis 1975